# 9403 Sanduleak
9403 Sanduleak eller 1994 UJ11 är en asteroid i huvudbältet som upptäcktes den 31 oktober 1994 av Spacewatch vid Kitt Peak-observatoriet. Den är uppkallad efter astronomen Nicholas Sanduleak.
Asteroiden har en diameter på ungefär 7 kilometer.